# АЭС «Хурагуа»
АЭС Хурагуа — недостроенная атомная электростанция на Кубе в провинции Сьенфуэгос, в 200 км от Гаваны. Станция строилась по советскому проекту на основе реакторов ВВЭР-440. Строительство станции было прекращено в 1992 году, после распада СССР и прекращения экономической помощи Кубе.

## Предыстория
Интерес Кубы к мирному использованию ядерной энергии проявился в 1956 году, когда между Кубой и Соединенными Штатами было подписано «Соглашение о сотрудничестве относительно гражданского использования атомной энергии». Это соглашение предполагало возможность дальнейшего сотрудничества обоих государств в сфере проектирования, строительства и эксплуатации атомных электростанций. Это соглашение было достигнуто при тогдашнем президенте Кубы Фульхенсио Батисте, позже свергнутого в результате Кубинской Революции в 1959 году. Соглашение было фактически аннулировано во время Карибского кризиса в октябре 1962 года.
В 1967 году между СССР и Кубой были достигнуты соглашения о предоставлении Кубе исследовательского реактора в экспериментальных и учебных целях, а также помощь в монтаже и эксплуатации ядерного оборудования. В 1975 году СССР и Куба подписали соглашения о «Сотрудничестве в области мирного использования ядерной энергии» и «Учреждении прямого научно-технического сотрудничества в области использования атомной энергии».
В 1976 году был подписан договор о строительстве двух энергоблоков с реакторными установками типа ВВЭР-440/318 мощностью 440 МВт каждый. Атомную станцию предполагалось разместить в южной части провинции Сьенфуэгос около местечка Хурагуа.
Всего же первоначальный план предусматривал строительство на Кубе 12 реакторов, четыре из которых предполагалось разместить в Хурагуа, ещё по четыре реактора в провинции Пинар-дель-Рио (в западной части острова) и в провинции Ольгин (на востоке острова). Однако проект был в конечном счёте уменьшен до строительства двух реакторов ВВЭР-440 в Хурагуа. Проектирование выполнялось под руководством В. В. Соболева в Ленинградском отделении Всесоюзного государственного научно-исследовательского, проектно-конструкторского и изыскательского института «Атомэнергопроект».
При успешном завершении строительства только первого энергоблока станции Куба смогла бы обеспечить более чем 15 % своих потребностей в электроэнергии.

## История строительства
Строительство первого энергоблока станции началось в 1983 году, второго в 1985 году. Большая часть оборудования и материалов для строительства АЭС поставлялась СССР в соответствии с двусторонними соглашениями об экономическом сотрудничестве. В строительстве станции участвовало несколько тысяч советских специалистов (в момент наибольшего присутствия количество специалистов доходило примерно до 2000, не менее трети из них приезжали с семьями), которые проживали в посёлке Хурагуа. В строительстве посёлка Хурагуа на начальном этапе принимали участие так же незначительное количество специалистов-строителей из Болгарии и, возможно, ГДР. Первоначально планировалось, что окончание строительства и ввод в эксплуатацию первого энергоблока будут осуществлены в 1993 году, 
Весной 1987 года в строительстве АЭС участвовали 11 тыс. человек (в это время ввод в эксплуатацию первого энергоблока планировался в 1990 году, а завершение постройки и ввод эксплуатацию всей АЭС с четырьмя энергоблоками - в 1996 году).
Однако планы окончания строительства были сорваны из-за распада СССР и разрушения экономических связей между Кубой и новой Россией. Поскольку Куба не имела ни технической, ни экономической возможности в одностороннем порядке закончить строительство АЭС, будущее станции было под вопросом.
5 сентября 1992 года кубинский лидер Фидель Кастро объявил о приостановке строительства АЭС Хурагуа из-за финансовых трудностей.
Готовность на 1992 год первого энергоблока АЭС Хурагуа составляла порядка 95 — 97 %, готовность второго энергоблока станции составляла 25 — 30 %.

## Информация о энергоблоках
| Энергоблок | Тип реакторов | Мощность | Мощность | Начало строительства                           | Энергетический пуск                            | Ввод в эксплуатацию                            | Закрытие                                       |
| Энергоблок | Тип реакторов | Чистый   | Брутто   | Начало строительства                           | Энергетический пуск                            | Ввод в эксплуатацию                            | Закрытие                                       |
| ---------- | ------------- | -------- | -------- | ---------------------------------------------- | ---------------------------------------------- | ---------------------------------------------- | ---------------------------------------------- |
| Хурагуа-1  | ВВЭР-440/318  | 417 МВт  | 440 МВт  | 01.10.1983                                     | Строительство остановлено 05.09.1992           | Строительство остановлено 05.09.1992           | Строительство остановлено 05.09.1992           |
| Хурагуа-2  | ВВЭР-440/318  | 417 МВт  | 440 МВт  | 01.02.1985                                     | Строительство остановлено 05.09.1992           | Строительство остановлено 05.09.1992           | Строительство остановлено 05.09.1992           |
| Хурагуа-3  | ВВЭР-440      | 408 МВт  | 440 МВт  | Подготовка к сооружению остановлена 05.09.1992 | Подготовка к сооружению остановлена 05.09.1992 | Подготовка к сооружению остановлена 05.09.1992 | Подготовка к сооружению остановлена 05.09.1992 |
| Хурагуа-4  | ВВЭР-440      | 408 МВт  | 440 МВт  | Подготовка к сооружению остановлена 05.09.1992 | Подготовка к сооружению остановлена 05.09.1992 | Подготовка к сооружению остановлена 05.09.1992 | Подготовка к сооружению остановлена 05.09.1992 |